# Villa Emo
Villa Emo è una villa veneta realizzata nei pressi di Fanzolo, a Vedelago, in provincia di Treviso, dall'architetto Andrea Palladio. L'opera, costruita probabilmente a partire dal 1558-1559, fu commissionata dalla famiglia Emo di Venezia, di cui è rimasta proprietà fino al 2004.
È una delle più compiute ville palladiane, costruita quando Palladio realizzava edifici simili già da vent'anni. Nella progettazione della villa sono state utilizzate le stesse proporzioni matematiche, sia in elevazione che nelle dimensioni delle stanze, impiegate da Palladio per il resto della sua opera. Dal 1996 è stata inserita dall'UNESCO nella lista dei patrimoni dell'umanità, assieme alle altre ville palladiane del Veneto e a Vicenza "città del Palladio".
La villa è incorniciata da due lunghe barchesse colonnate che ospitavano originariamente le strutture per le attività agricole, secondo un progetto di struttura produttiva analogo a quello di Villa Badoer e di buona parte dei progetti palladiani. L'ingresso si trova al termine di un lungo percorso lastricato di grandi pietre squadrate.
Gli esterni sono essenziali, privi di decorazioni, mentre gli interni sono riccamente decorati con affreschi di Giovanni Battista Zelotti, autore di opere analoghe in altre ville palladiane.

## Storia
Ormai accettato dalle grandi famiglie aristocratiche veneziane, Palladio costruisce la villa per Leonardo Emo, la cui famiglia possedeva proprietà a Fanzolo dalla metà del Quattrocento. La datazione della costruzione di Villa Emo è controversa, ma dovrebbe fissarsi al 1558, dopo villa Barbaro e villa Badoer, con le quali condivide l'impostazione generale.
Il progetto di Villa Emo inserito ne I quattro libri dell'architettura di Palladio (1570) corrisponde esattamente alla sua realizzazione effettiva e nel descriverla i commenti dell'architetto sono molto brevi, a differenza di quanto abbia fatto in altre circostanze.
La villa palladiana quale esito di una nuova tipologia, dove le necessità pratiche della vita agricola sono tradotte in forme inedite e in un linguaggio nuovo ispirato all'architettura antica, ha senza dubbio un punto di approdo definitivo in quest'opera. Gli edifici funzionali alla conduzione delle campagne, che nella villa quattrocentesca sono casualmente disposti intorno all'aia, in villa Emo raggiungono una sintesi architettonica mai vista prima, che riunisce in un'unità lineare casa dominicale, barchesse e colombare.

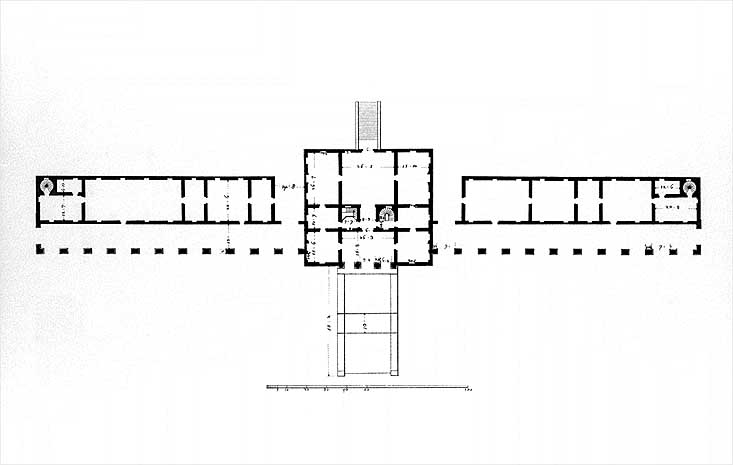
Pianta (Ottavio Bertotti Scamozzi, 1781)
Pianta del corpo principale (dettaglio da I quattro libri dell'architettura, 1570)
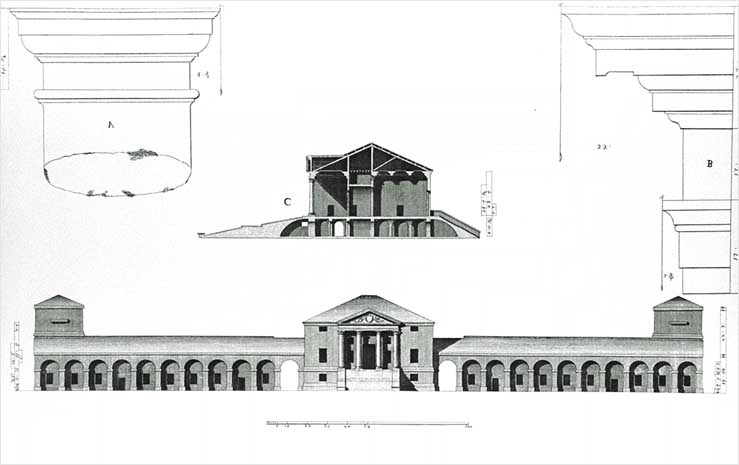
Sezione e prospetto (Ottavio Bertotti Scamozzi, 1781)

## Descrizione

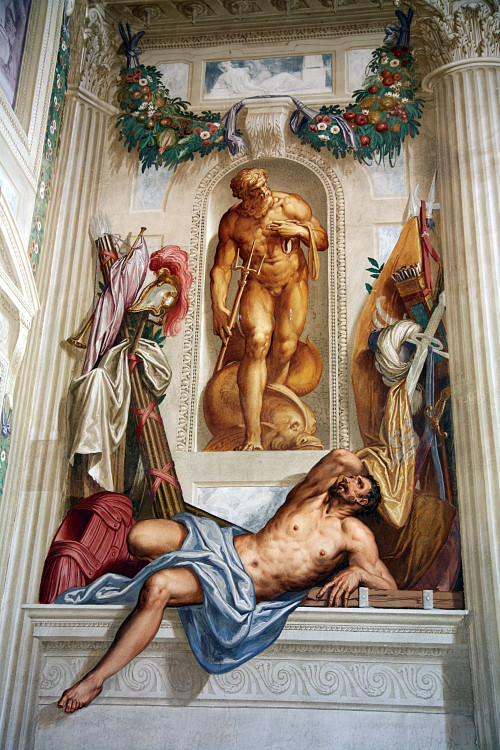
Affresco di Giovanni Battista Zelotti, parete ovest del salone

La zona era attraversata dall'antica via Postumia e la trama dei campi seguiva la griglia della centuriazione romana. La villa è orientata secondo tale trama antica, come si può ben cogliere dagli ingressi all'edificio, allineati in una lunghissima prospettiva.
La composizione del complesso è gerarchica, dominata dall'emergere della casa del padrone, innalzata su un basamento e collegata al suolo da una lunga rampa di pietra; ai fianchi due ali rettilinee e simmetriche di barchesse sono concluse da altrettante torri colombaie. Il purismo del disegno è sorprendente quanto calibrato: basti guardare come le colonne estreme della loggia sono assorbite dal muro per 1/4 del loro diametro e graduano il passaggio dalla cavità in ombra alle pareti in piena luce. L'ordine architettonico scelto è il dorico, il più semplice, e persino le finestre sono prive di cornici.
Alla logica stereometrica degli esterni corrisponde una decorazione interna straordinaria, opera del pittore Giovanni Battista Zelotti, che era già intervenuto nei cantieri palladiani di villa Godi e della Malcontenta.

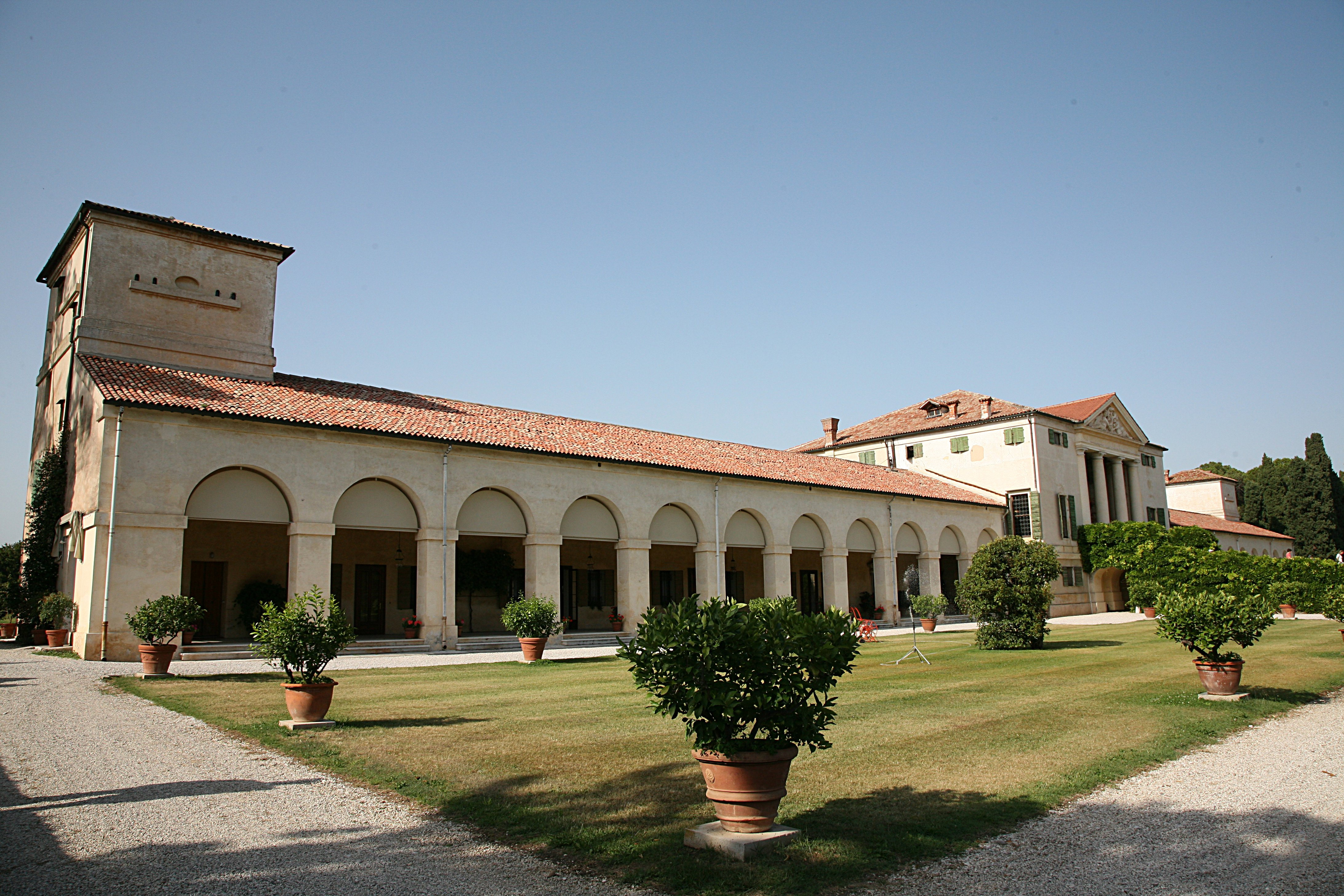
Colombara e barchessa laterale
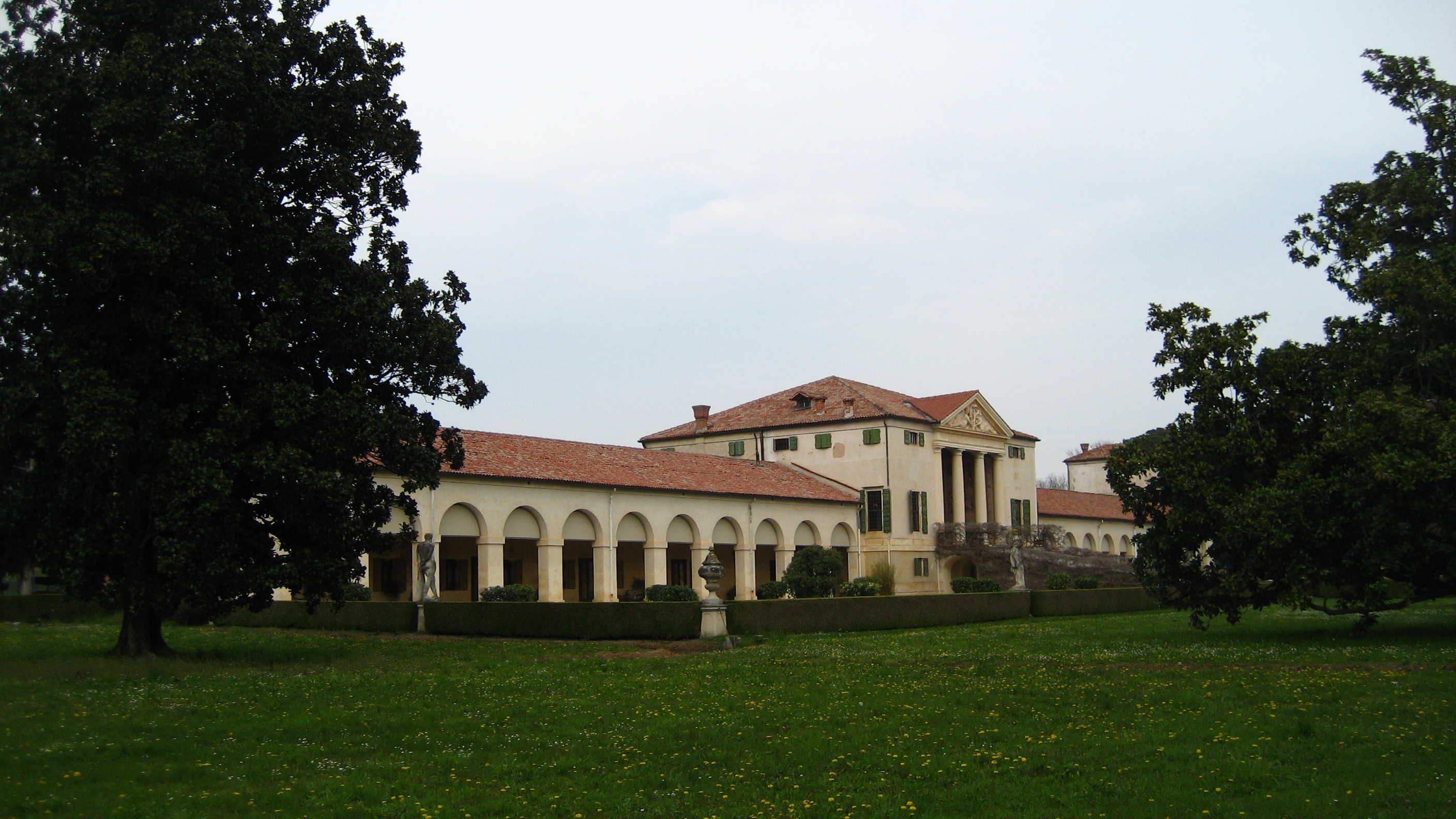
Vista laterale della villa
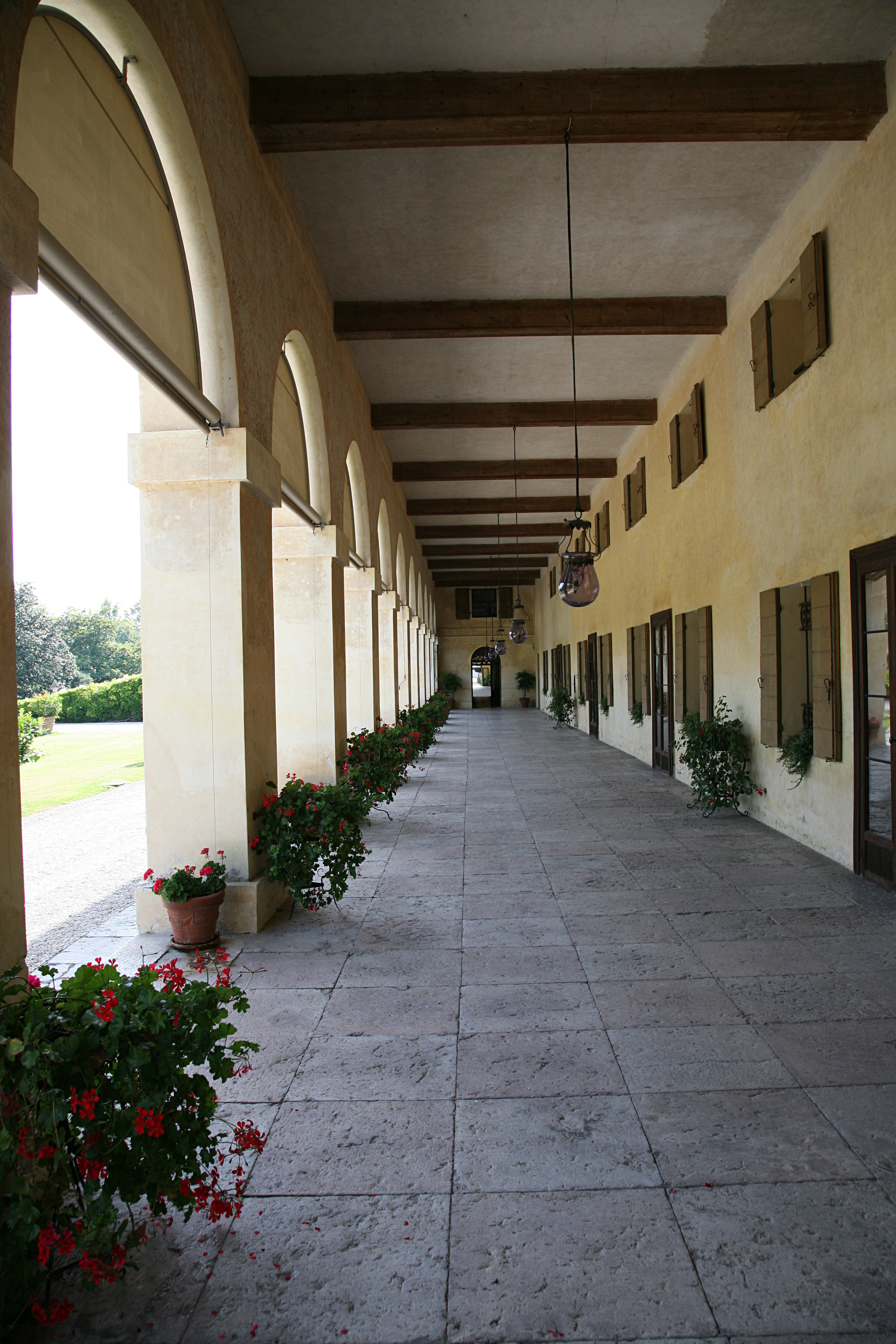
Vista dal portico di una delle barchesse
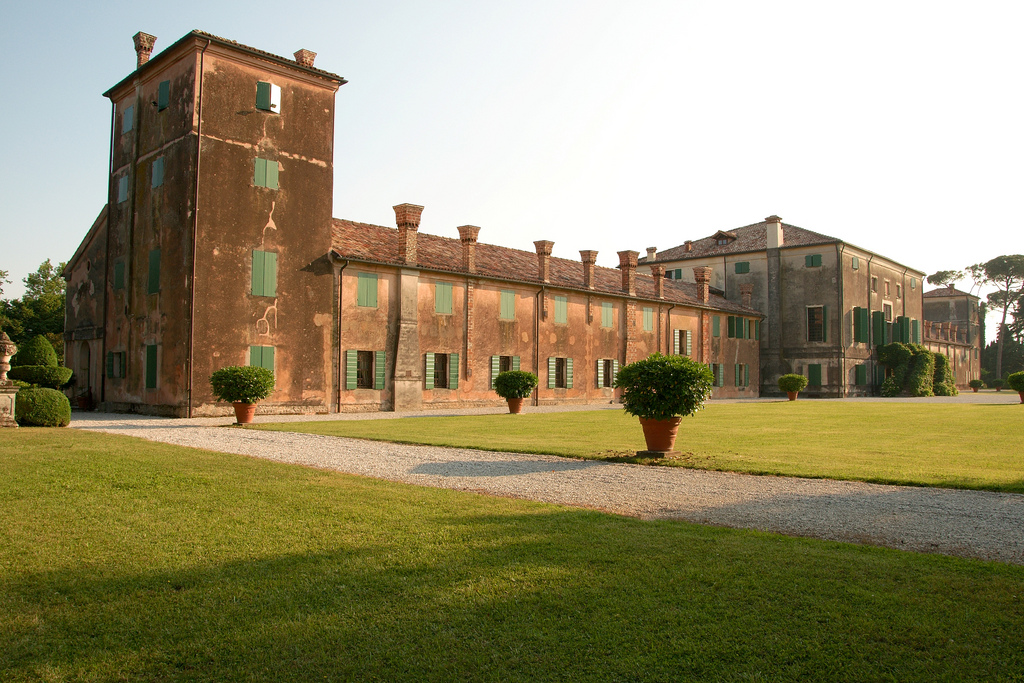
Retro